# Joliotite
La joliotite è un minerale.